# Arachniopsis (Plantae)
Arachniopsis nom. illeg., nelegitimni takson, rod jetrenjarki iz porodice Lepidoziaceae. Postoji nekoliko vrsta

## Vrste
1. Arachniopsis capillacea Stephani
2. Arachniopsis confervifolia M.Howe
3. Arachniopsis monodactyla R.M.Schust.
4. Arachniopsis tenuifolia R.M.Schust.

Sinonimi:
- Arachniopsis diacantha (Mont.) M. Howe = Telaranea diacantha (Mont.) J.J.Engel & G.L.Merr.
- Arachniopsis diplopoda Pocs = Amazoopsis diplopoda (Pócs) J.J.Engel & G.L.Merr.
- Arachniopsis dissotricha Spruce = Amazoopsis dissotricha (Spruce) J.J.Engel & G.L.Merr.
- Arachniopsis indica S.C. Srivast. & P.K. Verma	= Telaranea indica (S.C.Srivast. & P.K.Verma) A.E.D.Daniels & P.Daniel
- Arachniopsis pecten Spruce = Telaranea pecten (Spruce) J.J.Engel & G.L.Merr.
- Arachniopsis sejuncta (Ångström) R.M. Schust. = Telaranea sejuncta (Ångstr.) S.W.Arnell